# Îles Cook aux Jeux du Commonwealth
Les îles Cook participent aux Jeux du Commonwealth depuis les Jeux de 1974 à Christchurch. État autonome en libre association avec la Nouvelle-Zélande, les îles Cook ont depuis pris part à toutes les éditions des Jeux, sauf ceux de 1982.
Participant principalement aux épreuves d'haltérophilie, de boulingrin, de boxe et d'athlétisme, le pays obtient sa première médaille en 2018.

## Médaillés
| Nom                              | Jeux | Médaille           | Discipline | Épreuves         | Résultat |
| -------------------------------- | ---- | ------------------ | ---------- | ---------------- | -------- |
| Taiki Paniani Aidan Zittersteijn | 2018 | Médaille de bronze | Boulingrin | Doublette hommes |          |